# Суперкубок Франции по футболу 2022
Суперкубок Франции по футболу 2022 (фр. Trophée des champions 2022) — 27-й розыгрыш Суперкубка Франции. В нём встретились чемпион Франции «Пари Сен-Жермен» и обладатель Кубка Франции «Нант». Матч состоялся 31 июля 2022 года на стадионе «Блумфилд» в Тель-Авив. Победу в матче со счётом 4:0 одержал «Пари Сен-Жермен».

## Отчёт о матче
| Пари Сен-Жермен                                    | 4:0     | Нант |
| -------------------------------------------------- | ------- | ---- |
| - Месси 22′ - Неймар 45+5′, 82′ (пен.) - Рамос 57′ | (отчёт) |      |

| Пари Сен-Жермен | Нант |